# Orthodox file manager
Een orthodox file manager (OFM) is een bestandsbeheerder die gebaseerd is op de grafische gebruikersomgeving van de oude Norton Commander. Deze programma's kenmerken zich doordat zij de volgende onderdelen bevatten:
- Twee directory panelen.
- Een geïntegreerde terminalemulator.
- Een veelvoud van sneltoetsen en snelkoppelingen.
- Gecomprimeerde archieven worden als mappen weergegeven.
- Ingebouwde FTP-client.
- bestands editor/viewer.
- Hebben (meestal) het woord commander in hun naam.

## Voorbeelden
- Norton Commander
- Midnight Commander
- Krusader
- Total Commander
- Nico Commander
- Gentoo file manager
- KCommander
- Linux Commander
- FreeCommander